# Ivanska
Ivanska je vesnice a správní středisko stejnojmenné opčiny v Chorvatsku ve Bjelovarsko-bilogorské župě. Nachází se asi 14 km jihozápadně od Bjelovaru a asi 18 km severovýchodně od Čazmy. V roce 2011 žilo v Ivanské 722 obyvatel, v celé opčině pak 2 911 obyvatel.
Součástí opčiny je celkem třináct trvale obydlených vesnic.
- Babinac – 121 obyvatel
- Donja Petrička – 156 obyvatel
- Đurđic – 203 obyvatel
- Gornja Petrička – 104 obyvatel
- Kolarevo Selo – 159 obyvatel
- Ivanska – 722 obyvatel
- Križic – 198 obyvatel
- Paljevine – 240 obyvatel
- Rastovac – 43 obyvatel
- Samarica – 195 obyvatel
- Srijedska – 305 obyvatel
- Stara Plošćica – 258 obyvatel
- Utiskani – 187 obyvatel

Opčinou procházejí župní silnice Ž3029, Ž3081, Ž3082, Ž3084, Ž3085 a Ž3086. Severovýchodně protéká řeka Česma, kolem níž se v této oblasti nachází velké množství rybníků.